# Oblivion Knight
Gli Oblivion Knight sono un gruppo heavy metal statunitense fondato nel 1986.

## Storia
Costituitasi in Alabama da Chris Camp, Steve Sexton e Kate Marbella, era originariamente un trio rock progressivo e progressive metal.
Nel 1987 decisero di allargare la formazione a quintetto, così si trasferirono in Texas  e reclutarono Ken Ortiz e Mike Soliz.
Dopo l'uscita della demo Brian Kibekinski ha sostituito Ortiz alla chitarra. Chris Collins, noto per aver suonato nella prima demo della band Majesty, i futuri Dream Theater ha sostituito Mike Soliz prima che la loro seconda e ultima demo, poi pubblicata come EP nel 1990.
Dopo circa un decennio di silenzio discografico, nel 2021 la band pubblica Forgotten Realms, album contenente alcuni brani registrati negli anni ottanta, rimasti inediti; l'omonimo brano era infatti già stato inciso dal gruppo nel 1990.

## Formazione

### Formazione attuale
- Chris Collins - voce (1989-oggi)
- Brian Kibekinski - chitarra (1988-oggi)
- Chris Camp - chitarra (1986-oggi)
- Mikael Hoglund - basso (2020-oggi)
- Keith Carbella - batteria (1988-oggi)

### Ex componenti
- Ken Ortiz -  batteria (1987-1988)
- Mike Soliz - chitarra (1987-1989)
- Steve Sexton - basso (1986-2020)

## Discografia

### Album
- 1987 - Demo '87
- 2009 - Oblivion Knight
- 2021 - Forgotten Realm

### EP
- 2000 - Beyond the Gates

### Raccolte
- 2009 - Clash with the Night